# 1970 في فنلندا
فيما يلي قوائم الأحداث التي وقعت خلال عام 1970 في فنلندا.

## سياسة

### تعيين في المنصب
- 23 مارس – هاري هولكيري عضو برلمان فنلندا  [لغات أخرى]‏.

### انتهاء فترة المنصب
- 14 مايو – ماونو كويفيستو رئيس وزراء فنلندا.

## مواليد

### مارس
- 22 مارس – ماركو هافيستو
- 28 مارس – سام ليك

### أكتوبر
- 26 أكتوبر – ساتو ماكلا نوميلا لاعبة رماية فنلندية.

## وفيات

### أبريل
- 27 أبريل – إيلمري كيانتو (مواليد 1874) كاتب فنلندي.

### سبتمبر
- 1 سبتمبر – أينو كوسينين (مواليد 1886) سياسية فنلندية.